# 도모에다촌
도모에다촌(友枝村)은 후쿠오카현 지쿠조군에 있던 촌이다. 현재의 고게정에 해당한다.